# Руські Тім'яші
Ру́ські Тім'яші́ (рос. Русские Тимяши, чув. Вырăс Тимешĕ) — присілок у складі Ібресинського району Чувашії, Росія. Входить до складу Чувасько-Тім'яського сільського поселення.
Населення — 154 особи (2010; 167 у 2002).
Національний склад:
- чуваші — 83 %